# Socca (genre)
Genre
Socca est un genre d'araignées aranéomorphes de la famille des Araneidae.

## Distribution
Les espèces de ce genre se rencontrent en Australie et en Nouvelle-Zélande.

## Liste des espèces
Selon World Spider Catalog (version 23.5, 31/12/2022) :
- Socca arena Framenau, Castanheira & Vink, 2022
- Socca australis Framenau, Castanheira & Vink, 2022
- Socca caiguna Framenau, Castanheira & Vink, 2022
- Socca elvispresleyi Framenau, Castanheira & Vink, 2022
- Socca eugeni Framenau, Castanheira & Vink, 2022
- Socca johnnywarreni Framenau, Castanheira & Vink, 2022
- Socca kullmanni Framenau, Castanheira & Vink, 2022
- Socca levyashini Framenau, Castanheira & Vink, 2022
- Socca pleia Framenau, Castanheira & Vink, 2022
- Socca pustulosa (Walckenaer, 1841)
- Socca senicaudata (Simon, 1908)
- Socca sydneyica (Keyserling, 1887)

## Systématique et taxinomie
Ce genre a été décrit par Framenau, Castanheira et Vink en 2022 dans les Araneidae.

## Publication originale
- Framenau, Castanheira & Vink, 2022 : « Taxonomy and systematics of the new Australo-Pacific orb-weaving spider genus Socca (Araneae: Araneidae). » New Zealand Journal of Zoology, vol. 49, no 4, p. 263-334.